# Kimstad
Kimstad is een plaats in de gemeente Norrköping in het landschap Östergötland en de provincie Östergötlands län in Zweden. De plaats heeft 1492 inwoners (2005) en een oppervlakte van 144 hectare.

## Verkeer en vervoer
Bij de plaats lopen de E4 en Länsväg 215.
De plaats heeft een station aan de spoorlijnen Katrineholm - Malmö en Katrineholm - Nässjö.